# 後硬核
後硬蕊（英文：Post-hardcore）是一個發展自硬核龐克的音樂類型，也是廣泛的龐克搖滾運動中的一個分支，就如後龐克。許多後硬蕊的樂團都是來自硬核龐克樂壇，或是受到硬核音樂的啟發，但這些樂團更關注於表達內心深處。
隨著一些來自美國中西部的樂團發行了他們的作品，這個類型逐漸形成於1980年代的中晚期，特別是來自華盛頓特區的樂團Fugazi，以及一些聲音些微獨特的樂團，像是Big Black和Jawbox，他們更接近起源自噪音搖滾的後硬核。

## 特色
後硬蕊發源自硬核龐克，硬核的特色在於節奏快速、高分貝、沉重的貝斯與DIY精神。在音樂網站 Allmusic 中指出：「這些被稱為後硬蕊的新興樂團，通常用複雜和活力的方式來發洩內心的憤怒。在狹義的硬蕊當中，應該採用『快吵原則』。此外，大多數的後硬蕊樂團主唱往往以低聲的哼唱，來取代過去的瘋狂喊叫。」在Allmusic的資料庫中還指出，樂團採用創造性的方式，去建構、釋放音樂張力，而非「利用簡短、尖銳與瘋狂的爆發力來處理個人所面臨的問題」。音樂雜誌《Treble》評論人Jeff Terich說：「這些藝術家並不會謹守硬蕊硬性的約束，他們的擴展超越了強力和弦與尖叫，為龐克搖滾精神結合了更多創意性的發洩管道。」後龐克是影響後硬蕊音樂發展的其中之一，後龐克是在1970年代晚期和1980年代早期的英國出現的。在發展的過程中，許多樂團實驗性的將靈魂音樂、Dub音樂、放克音樂、爵士、放克龐克結合。值得注意的是，許多後硬蕊樂手，都是從硬蕊音樂起家，他們在擁有熟練的技巧後，開始為他們所創作的音樂拓展新的聲音。

## 歷史

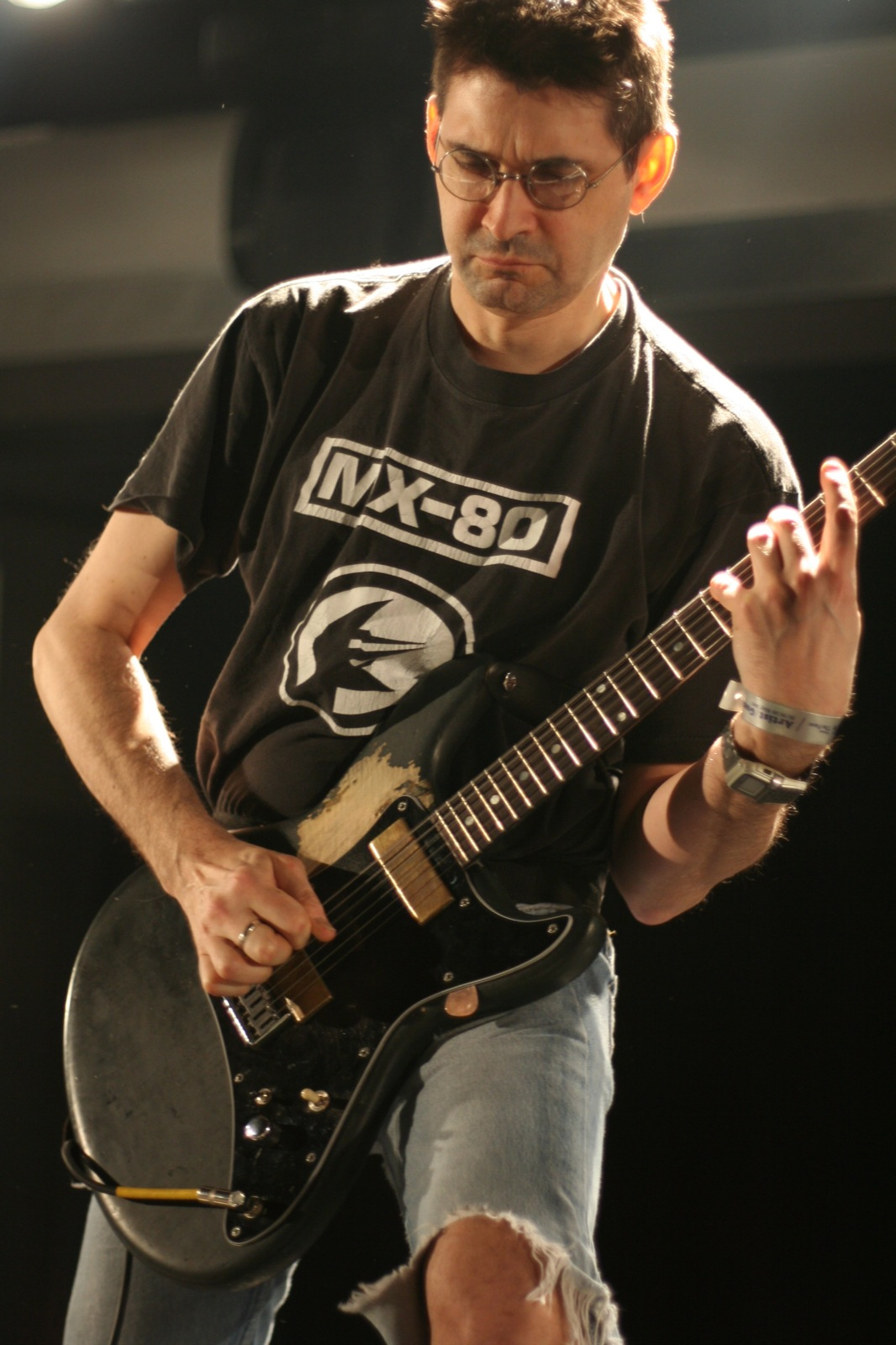
Big Black的創團成員，在與樂團Shellac的演唱會中。

### 1980年代

#### 源起
網站About.com的Ryan Cooper認為這種類型是「來自硬蕊樂團本身」，如同樂團Black Flag「開始對硬蕊音樂公式化的限制感到無趣，開始在他們的音樂中，加入一些實驗性的聲音」。一些開始在1980年代早期活動的樂團Saccharine Trust、Naked Raygun、 and The Effigies,，被視為後硬蕊的先驅。成立於1981年，芝加哥的Naked Raygun開始將硬蕊與後龐克（Post-punk）融合，這些影響他們的後龐克樂團有Wire、Gang of Four，而書籍美國硬蕊：一個部落歷史（American Hardcore: A Tribal History）的作者Steven Blush指出，樂團Naked Raygun使用「婉轉的歌詞與鮮明的後龐克旋律」。同樣另一個從芝加哥場景的樂團The Effigies，發表了受硬蕊龐克樂團Minor Threat與英國後龐克樂團The Stranglers、Killing Joke、The Ruts影響的音樂。
1980年到1985年間，許許多多的音樂家開始渴望，將原來硬蕊音樂型態進行實驗性的擴展，他們多半都是出身硬蕊音樂或是和這種音樂有很大的關係。 這些樂團受到1980年代的噪音搖滾始祖Sonic Youth的影響。 部分與獨立唱片公司Homestead Records簽約的樂團都和後硬蕊有關，其中包含了Squirrel Bait。、Steve Albini所創立的樂團Big Black與Shellac。Big Black的吉他手Santiago Durango正是來自樂團Naked Raygun，這使他們以嚴格的「DIY精神」為名，最實際的做法就是他們自掏腰包錄製音樂、安排自己的演出、管理自己並自行進行宣傳。在當時已經有許多獨立樂團擴大自己的廠牌，好撈一筆，但他們頑固地保持獨立。Big Black的音樂受工業搖滾的影響，利用鼓機（drum machine）製造出被打斷的效果，而Steven Blush也稱這些有Steve Albini的樂團作品為「一種充斥著對『僵硬的英國後龐樂團Gang of Four』憂心的回應」。在發行單曲《Il Duce》後，Big Black轉到Touch and Go唱片，後來的唱片不只重發Big Black先前全部的作品，也發行了來自德州奧斯汀的後硬蕊樂團Scratch Acid全部的作品，根據Allmusic資深編輯Stephen Thomas Erlewine所言：「他們為許多採用失真、嘎嘎作響的90年代龐克樂手打下基礎。」
在美國以外的地方，這種類型的音樂成形於加拿大樂團Nomeansno，他們成軍於1979年，和Jello Biafra有點關係，唱片公司為Alternative Tentacles。有一位評論家提到，這個樂團在1989年發行專輯《Wrong》，是「有時以來最激進有力的後硬蕊作品」。

#### 華盛頓特區的場景
1984與1985年間，在華盛頓特區的硬蕊樂壇中（即harDCore），一個新的運動開始出現，並「掃除」了當時的風氣。這個音樂運動由當地獨立廠牌Dischord唱片（Dischord Records）的樂團領頭，在1980年代一些始祖樂團，如Minor Threat、State of Alert、Void與Government Issue。根據Dischord唱片的網站上所寫的：「這些被大眾媒體認為是龐克搖滾的暴力、無政府主義樂團，開始成為華盛頓特區的主流，一些老牌的龐團忽然發現他們家鄉被這樣的風氣所佔領，開始感到排斥與氣餒，」導致了「一段時間的重新定義」。這些年間，一些新一波的樂團開始成立，包括Rites of Spring、Lunchmeat（就是大家所熟知的Soulside）、Gray Matter、Mission Impossible、Dag Nasty和Embrace，Embrace的成員有樂團Minor Threat的主唱與Dischord唱片的成立人之一Ian MacKaye。這個運動被稱為「革命夏季」（Revolution Summer）。
Rites of Spring更「超越了『帶領這項革命』的殊榮」，挑戰「當時在龐克樂壇中，裝腔作勢並過於盛行的男子氣概」，且「更重要的是」，輕看了「音樂與風格的規則」。 媒體記者Steve Huey寫道，當這些樂團「偏離傳統硬蕊關心當時對外界的掛心－也就是，社會與政治異議－他們的音樂上的砭針不再猛烈，事實上比起一般快速到難以區分的三弦來說，這更具有挑戰性與鑑別度，」 根據Huey所言，這個新聲音由Hüsker Dü的作品《Zen Arcade》，為「基於革命的硬蕊音樂」標示出「新方向」。 其他的樂團，被認為是受到放克音樂的啟發與1960年代的美國流行音樂。
根據Eric Grubbs，這新聲音的命名開始發展，有些人認為應該稱他「Post-harDCore」，但在這場景中，另一個更為流傳的稱呼為「Emo-core」（情感核、情緒搖滾）。後者出現在滑板雜誌Trasher裡頭，在華盛頓特區一帶被提出來討論。有些樂團被視為Emo誕生的貢獻者，像是Rites of Spring，有時他被譽為第一個或是早期頭幾個Emo表演者，但樂團的創始人Guy Picciotto和MacKaye自己，都表示反對這個用詞。馬里蘭州附近，被歸類為後硬蕊的類似樂團開始出現，包括了Moss Icon與The Hated。前者個音樂包含Steve Huey所說的「不斷變換的力度，悅耳地彈奏出快速的吉他和絃，與吼腔、哭腔」，儘管這些樂團不穩定的存立，這些都影響了後輩的音樂家。這些樂團都是後來被認為是早期的Emo表演者。
1980年代第二波於華盛頓特區成立的樂團有Shudder to Think、Jawbox、The Nation of Ulysses和Fugazi與Baltimore的Lungfish。MacKaye說那時的Dischord唱片可是前所未有的忙。大多的樂團，還有早期的那些，為1989年的合輯《State of the Union》發聲，這張發行同時也紀錄了1980年代晚期華盛頓特區的龐克樂壇新聲音。樂團Fugazi更獲得了「相當忠實與無數的國際追隨者」，樂評人Andy Kellman總結地說到這個樂團的影響：「對大多數的人來說，Fugazi意義太重大了，就像巴布·狄倫（Bob Dylan）對他們上一輩一樣。」
這些持續發展的樂團，他們的音樂為Dischord唱片後來的發行鋪路，預示了這些硬蕊音樂將更加的實驗性。樂團成員有：MacKaye、Picciotto、Rites of Spring的前鼓手Brendan Canty與前貝斯手Joe Lally，在1989年發行合輯《13 Songs》，包含Fugazi他們早期的同名EP與《Margin Walker》，這張作品，現今被視為一個發展史上，重要的里程碑。 無獨有偶，樂團1990年發行的專輯《Repeater》，也被視為經典之作。他們的行動主義、低價的表演與CD，以及拒絕向主流通路妥協的態度，使樂團獲得普遍的認可。另一方面，樂團Jawbox受到「80年代芝加哥傳統崛起風氣」的影響，而樂團The Nation of Ulysses則是以「讓人印象深刻地高舉樂團MC5馬達嘴的改革性華麗手法」配合著「R&B元素（帶有MC5味道的）與前衛爵士（Avant Jazz）」加上「活潑、輕快的現場表演」，他們是受到「地方與海外新一匹樂團」的激盪成的。

### 1990s

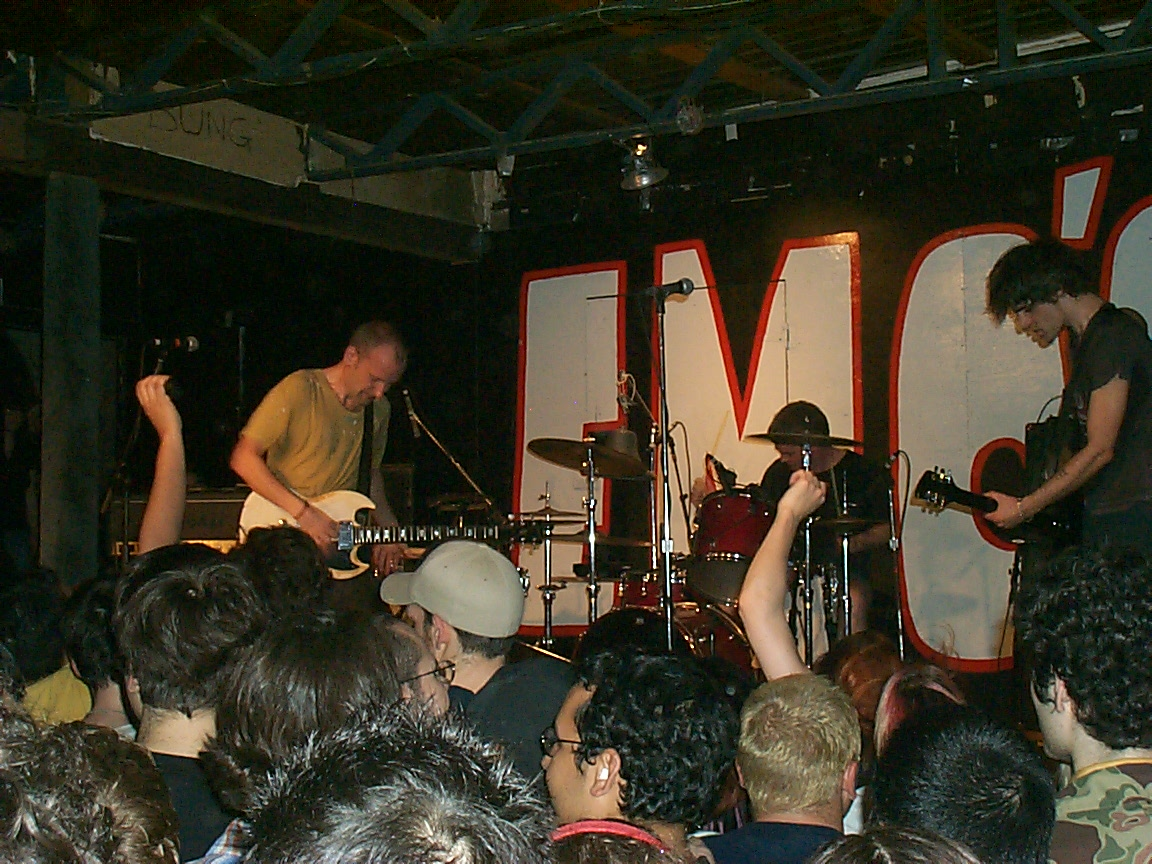
2002年，Fugazi在暫停活動前的最後一場巡演。這個樂團的影響力由評論家Andy Kellman總結所言：「太多了，Fugazi的意義就和巴布·狄倫（Bob Dylan）對他們這一代的家長一樣。」

#### 擴展
在1980年代晚期與1990年代早期，看見這些成立並漸漸引人關注的樂團不僅是和早期的表演者諸如Fugazi和Shellac這些有關，同時也包括Girls Against Boys（他原本只是Brendan Canty和Eli Janney的side-project，但之後和Soulside幾位成員合作）、The Jesus Lizard（由幾位Scratch Acid前成員所成立的）、Quicksand（創立自Youth of Today與Gorilla Biscuits的成員Walter Schreifels）、Rollins Band（由前Black Flag主唱Henry Rollins所領軍）、Tar（由硬蕊團Blatant Dissent剩餘的成員組成的）與Slint（包含一些Squirrel Bait的成員）。Shellac和Louisville的Slint被視為數學搖滾（math rock）發展的影響樂團，前者的特色為「在奇特時間點的拍號和侵略性的特色」，這成了描繪數學搖滾的「一個既定的見解」， 而後者呈現了「演奏性音樂從戲劇性的緊繃橋段流溢出來但又有固定的吉他結構樣式與重複性的打擊聲，這樣制式的方法」。根據評論家Jason Arkeny，Slint的「靈巧，像是激進者操控音量、節奏與結構，使他們成為後龐克運動的先驅。」
Allmusic曾提起這些較年輕的樂團「結束了中學時期所組的龐克樂團，成熟轉型成後硬蕊樂團」。在華盛頓特區，新樂團如Hoover（相關的樂團The Crownhate Ruin）、Circus Lupus、Bluetip與Smart Went Crazy都成了獨立廠牌Dischord的旗下成員。Hoover曾被雜誌記者Charles Spano譽為一個「在後硬蕊音樂上有極大影響力」得樂團。在紐約，除了樂團Quicksand以外，後硬蕊樂團諸如Helmet、Unsane、Chavez與Texas Is the Reason也都紛紛出現。此外，Quicksand與Helmet樂團都和另類金屬有些關聯。芝加哥樂團Midwestern United States Chicago同樣也對數學搖滾有重要的影響，同樣諸如Shellac、Tar、Trenchmouth這些樂團，以及獨立廠牌Jade Tree所發行的樂團Cap'n Jazz作品也都是。（還有之後相繼的樂團Joan of Arc，他們的發行也是透過Jade Tree唱片公司） Steve Huey主張Cap'n Jazz過去發行的專輯《Analphabetapolothology》幫助樂團將他們的影響力散播到「非原始聽眾群」，同時也他也認為，這個樂團也影響了獨立場景的Emo發展。 同樣在伊利諾州的香檳也以獨立樂團著名，給了樂團Hum、Braid和Poster Children機會發展。在美國西北部也能見樂團如Karp、Lync和Unwound，這些樂團皆來自華盛頓州的奧林匹亞地需。後者的音樂被評論家John Bush認為是結合了「Sonic Youth更加粗重的噪音橋段」與「更甚Fugazi的少有旺盛天資」。德州則有樂團The Jesus Lizard（之後轉陣到芝加哥）以及...And You Will Know Us by the Trail of Dead，他們來自奧斯丁，還有從艾爾帕索來的At the Drive-In。最後個樂團正以他們在表演與音樂的熱力著名，他們「駕馭旋律的龐克riffsr，融合較寧靜的交錯點撥」。
這個類型也在美國以外的地區看的到，如從瑞典于默奧場景來的Refused。這個樂團早期是以大量的硬蕊聲音而聞名，1998年發行的專輯《The Shape of Punk to Come》，正是受樂團The Nation of Ulysses激發而成，同時加入氛圍音樂、爵士式的breakdown、金屬和電子音樂進去他們的硬蕊聲音。

## 與電音融合的後硬蕊
一些現代的後硬蕊樂團，開始將這種音樂與電子音樂（Electronica）結合，創造出所謂的電子蕊（Electronicore）或混音蕊（Synthcore）樂團利用金屬蕊的BreakDown、吼腔結合混音、電子音效與Auto-Tune處理。這些團體多源自英國、美國與加拿大。Sumerian唱片提到：「近期有太多的「電音/硬蕊」音樂了。」他們旗下的樂團I See Stars被認為是這種音樂類型的始祖，樂團首張專輯《3D》正是混音蕊（Synthcore）音樂中最熱門的。其他將後硬蕊或金屬蕊與電子音樂結合的樂團有Abandon All Ships、Attack Attack!、Asking Alexandria、Enter Shikari、與Sky Eats Airplane。